# Irish stew
Lo stufato irlandese o Irish stew (in irlandese stobhach Gaelach) è uno stufato di carne e verdura originario dell'Irlanda. Come per ogni piatto della tradizione popolare, la ricetta cambia con il passare del tempo e a seconda del posto. Tra gli ingredienti più comuni ci sono la carne ovina, di solito agnello o montone (quest'ultimo usato perché più grasso e dal sapore più forte, e perché era più comune tra la gente meno abbiente), nonché patate, cipolle e prezzemolo. Talvolta ci sono anche le carote e la carne di capretto.
Scrivono Alan Davidson e Tom Jaine al riguardo:

## Storia

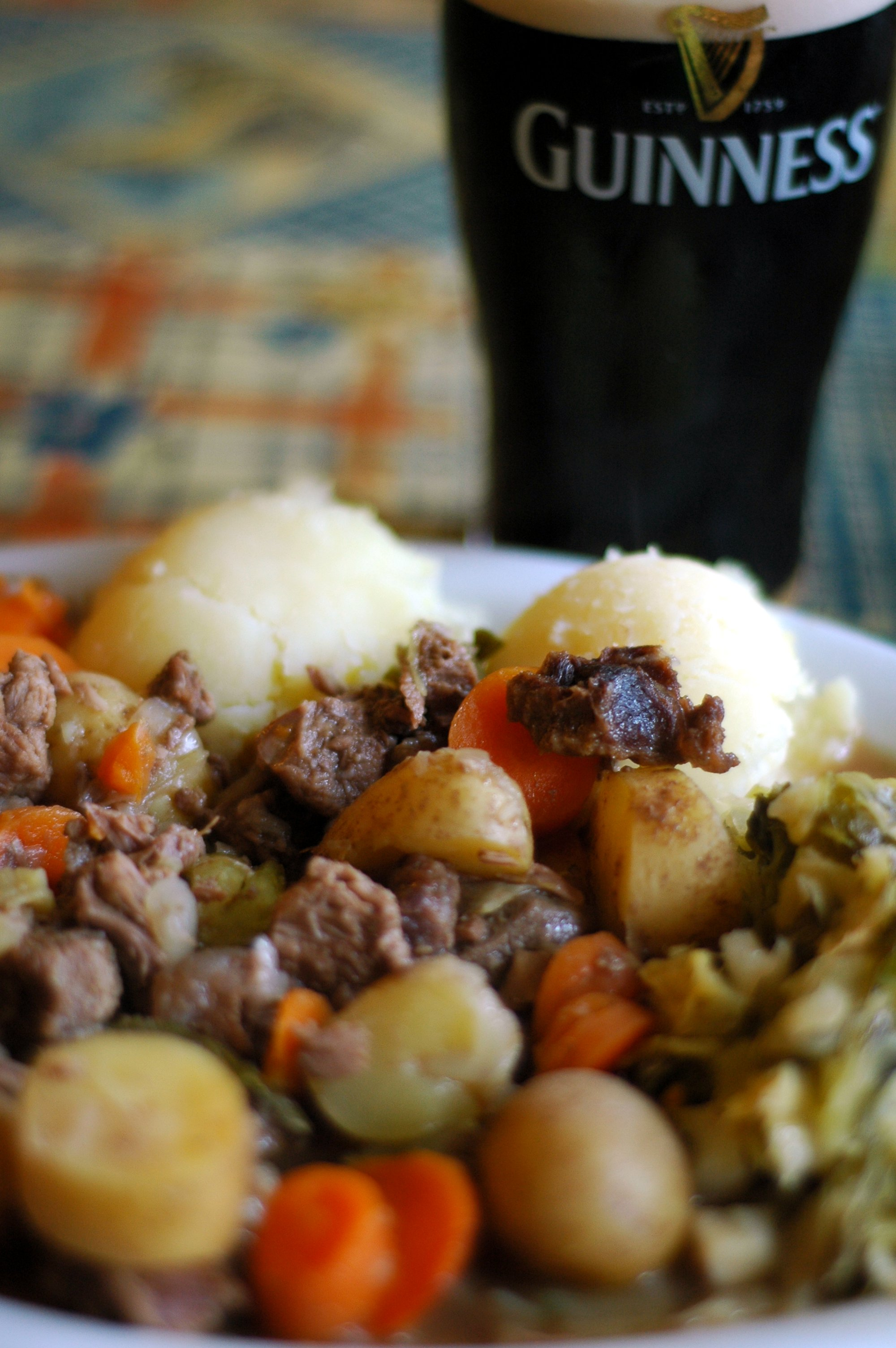
Stufato irlandese con un boccale di birra Guinness

La cottura a fuoco lento è un antico metodo di cottura della carne comune in tutto il mondo. Ciononostante, sebbene i Celti non abbiano posseduto calderoni di bronzo, copiati dai Greci, fino al settimo secolo d.C., dopo che l'idea del calderone venne importata dall'Europa e/o dalla Britannia, lo stesso (insieme al già presente spiedo) divenne il principale strumento di cucina dell'Irlanda antica, dato che i forni erano praticamente sconosciuti agli antichi Gaelici. Con il tempo, il calderone, insieme ai ganci per tenere la carne sospesa, sono stati preferiti rispetto allo spiedo nei banchetti, come evidenziato dai reperti archeologici che indicano una predominanza di ganci rispetto a spiedi in Britannia e Irlanda.  Molti storici di alimentazione credono che la carne di capra fosse quella preferita, successivamente soppiantata dal manzo e dal montone.
Le verdure e la carne per lo stufato erano tutte del posto, ad eccezione della patata, originariamente coltivata in Sud America, che venne introdotta dopo il sedicesimo secolo. 

## Leggi e regolamentazioni

### Canada
Secondo le regolamentazioni canadesi, l'Irish stew prodotta commercialmente deve contenere almeno il 20% di montone, agnello o manzo e il 30% di verdure. Può anche includere sugo della cottura della carne, sale, condimenti, e spezie